# Jean Regnault de Segrais

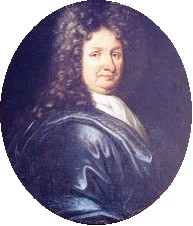
Jean Renaud de Segrais

Jean Regnault de Segrais, auch Jean Renaud de Segrais (* 22. August 1624 in Caen; † 25. März 1701 ebenda), war ein französischer Dichter.

## Leben
De Segrais wurde wegen seines Geistes der Anne Marie Louise d’Orléans als Geheimsekretär empfohlen und hatte deren Schriften zu korrigieren und zu veröffentlichen.
Dann trat er in ein ähnliches Verhältnis zu Marie-Madeleine de La Fayette, an deren Werken er beteiligt gewesen sein soll und ihm Zaïde (1669) und La princesse de Clèves (1678) zeitweise zugeschrieben wurden. Er stand bei François de La Rochefoucauld und Madame de Sévigné in hoher Achtung.
Seit 1662 war er Mitglied der Académie française (Sitz 6). 1676 zog er sich nach Caen zurück, wo er 1701 starb, nachdem er die dortige Akademie wiederhergestellt hatte.
Großen Ruhm erwarb er sich durch seine Eklogen und Pastoralen, in denen er zartes und natürliches Gefühl in geistvoller, eleganter Weise zum Ausdruck brachte; er galt hierin als der Nachfolger Racans.

## Werke
- Poésies diverses
- Bérénice (1648)
- Divertissements de la princesse Aurélie (1656)